# Teorema de la integral de Cauchy
|  | No s'ha de confondre amb Fórmula de la integral de Cauchy o Fórmula de Cauchy per a la integració repetida. |

El teorema de la integral de Cauchy, descobert per Augustin Louis Cauchy el 1825, és part fonamental del càlcul integral de variable complexa.

## Enunciat
Si {\displaystyle f(z)} és analítica en un domini simplement connex {\displaystyle D} i la seva derivada és contínua en {\displaystyle D}, llavors per qualsevol contorn tancat simple contingut en {\displaystyle D} es té:
{\displaystyle \oint _{D}f(z)dz=0\,}

## Extensió
Posteriorment, Édouard Goursat va demostrar que no era necessari considerar la hipòtesi que la derivada de {\displaystyle f} fos contínua per assegurar que el valor de la integral sigui zero. D'aquesta manera:
- El teorema segueix essent vàlid quan el contorn {\displaystyle C} no és simple però es talla un nombre finit de vegades.
- Sigui {\displaystyle C} un contorn simple tancat, i siguin {\displaystyle C_{j}} (j=1, 2, ..., n) un nombre finit de contorns simples tancats dins de {\displaystyle C}, tals que les regions interiors a cada {\displaystyle C_{j}} no tinguin punts en comú. Sigui {\displaystyle R} la regió tancada formada per tots els punts dins de {\displaystyle C}, llevat dels punts interiors a cada {\displaystyle C_{j}}. Denotem per {\displaystyle F} tota la frontera orientada de {\displaystyle R} formada per {\displaystyle C} i tots els contorns {\displaystyle C_{j}}, recorreguts en un sentit tal que els punts interiors de {\displaystyle R} quedin a l'esquerra de {\displaystyle F}. Llavors, si {\displaystyle f} és analítica en tot {\displaystyle R}, tenim que:

{\displaystyle \oint _{F}f(z)dz=0\,}
Arran d'aquest treball, actualment el teorema és conegut com el teorema de la integral de Cauchy-Goursat.

## Conseqüències
A partir del teorema de Cauchy-Goursat, es poden demostrar proposicions com la següent:
Sigui {\displaystyle f(z)} analítica sobre {\displaystyle C}, essent {\displaystyle z} un contorn tancat simple i a l'interior de {\displaystyle C}. Si s'agafa un punt interior "{\displaystyle z_{0}}" de {\displaystyle C}, es compleix que:
{\displaystyle \oint _{C}{\frac {f(z)}{z-z_{0}}}dz=2\pi if(z_{0})}
que correspon a la fórmula de la integral de Cauchy.